# Dominique de Quervain
Dominique de Quervain (ur. 8 grudnia 1968 r. w Bernie) – szwajcarski neurobiolog.

## Życiorys
Urodzony 8 grudnia 1968 r. w Bernie. Studiował medycynę na Uniwersytecie Berneńskim i tam też uzyskał w 1998 r. doktorat, w tym samym roku pracował jako młody doktor na University of California w Irvine. Od 1998 do 1999 r. był pracownikiem kliniki psychiatrii Uniwersytetu w Bazylei, po czym przeniósł się na Wydział Psychiatrii na uniwersytecie w Zurichu, gdzie od 2005 r. był profesorem. W swoich badaniach skupia się na wpływie stresu i hormonów stresowych na choroby i przebieg chorób. W 1998 r. odkrył, że glukokortykoidy mają szkodliwy wpływ na dostępność pamięci u zwierząt, a potem potwierdził te ustalenia u ludzi. Zajmuje się także identyfikacją genów powiązanych z pamięcią u ludzi za pomocą genetyki behawioralnej i technik obrazowania.
Laureat Pfizer-Prize (2006 r.) w neurobiologii, Robert-Bing Prize Szwajcarskiej Akademii Nauk Medycznych (2007 r.) członek Association for Psychological Science.